# Víctor, Pacífic, Justa i Clara de Manlleu
Víctor, Pacífic, Justa i Clara o els Sants Màrtirs de Manlleu són els noms donats als cossos sants conservats i venerats a la parròquia de Santa Maria de Manlleu fins al temps de la Guerra Civil espanyola. Foren patrons de Manlleu.

## Origen i arribada a Manlleu
Segons la tradició, són relíquies de quatre dels màrtirs de les catacumbes, trobades a Roma i portades a Manlleu pel Miquel Riera, prevere manlleuenc, rector de Torelló i canonge de la catedral de Vic. A Riera li havia donat un nebot seu que havia viatjat a Roma, on les havia adquirit.
Les relíquies arribaren a Manlleu el quart diumenge d'octubre de 1680 i foren rebudes per la parròquia i la vila i es dipositaren a un altar de la parròquia. A més, foren proclamats nous patrons de la vila.

## Veneració
Aviat es va fer una arqueta d'argent on es desaren les relíquies; l'urna es col·locà en una capella lateral del temple, en un altar barroc amb quatre talles dels màrtirs. En 1936, l'església fou cremada i desaparegueren l'altar, l'urna i les relíquies.
Des de l'arribada, els Sants Màrtirs foren objecte de devoció, especialment en temps de sequera o pedregades, i se'n feia processó cada quart diumenge d'octubre, durant la Festa dels Sants Màrtirs. A mitjan segle xix, Ramon Andreu i Berenguer escrigué uns goigs dels que s'han fet diverses edicions.
Després de la guerra civil es perdé la memòria de la festa i dels mateixos màrtirs.
El reliquiari
va reaparèixer el 1967 en ser inaugurada la sala d'orfebreria del Museu
Episcopal de Vic sense que cap documentació permetés constatar el seu
veritable origen. El 2002, es va obrir el remodelat Museu i en les seva nova
sala d'orfebreria es va exposar de nou, amb número d'inventari recent, i amb el
nom d'Arqueta de Sant Antoni de Pàdua en referència a la imatge de la seva part
superior.
El setembre de
2011, la comparació de fotografies actuals amb diverses d'antigues, fetes a
l'arqueta abans de la guerra civil va permetre identificar-la degudament. 